# Stereotype Be
Stereotype Be é o álbum de estreia da carreira solo do cantor Kevin Max (ex Dc Talk). Foi lançado no ano de 2001, pela ForeFront Records, mesma gravadora de seu antigo grupo.

## Faixas
1. "Return of The Singer" (Kevin Max & Mark Townsend)
2. "Existence" (Kevin Max & Mark Townsend)
3. "Be" (Kevin Max & Erick Cole)
4. "Angel With No Wings" (Kevin Max & Erick Cole)
5. "Shaping Space" (Kevin Max)
6. "Dead End Moon" (Kevin Max & Mark Townsend)
7. "The Secret Circle" (Kevin Max & Erick Cole)
8. "i Don't Belong" (Kevin Max & Owsley)
9. "Blind" (Kevin Max & Erick Cole)
10. "On & On" (Kevin Max & Erick Cole)
11. "Her Game" (Kevin Max)
12. "Destructing Venus" (Kevin Max & Erick Cole)
13. "I Went Over The Edge of The World" (Kevin Max)